# Roberto Echavarren
Roberto Echavarren Welker (Montevideo, 14 de febrero de 1944) es un escritor, profesor, crítico, traductor y poeta uruguayo.

## Biografía
Se mudó a Alemania a los 20 años tras haber ganado una beca para estudiar filosofía y posteriormente se mudó a Francia y realizó su doctorado en la Universidad de París VIII. Más tarde se mudó a Londres y se unió a la filial local del Frente de Liberación Gay, experiencia que, de acuerdo a Echavarren, fue de crucial importancia en su vida, más aún al considerar que en el Uruguay de la época las personas LGBT todavía eran perseguidas.
Ha sido profesor en Europa, donde dio clases en la Universidad de Londres, y en América, donde ejerció como profesor durante veinte años en la Universidad de Nueva York y continuó con su labor docente en la Universidad de Buenos Aires (Instituto Rojas) y actualmente en la Universidad de la República (Facultad de Humanidades).
Ha traducido a Shakespeare, Nietzsche, John Ashbery, Wallace Stevens, Paulo Leminski y Haroldo de Campos. También ha escrito monografías sobre autores como Felisberto Hernández y Manuel Puig, además de poesía, novela y ensayos de carácter divulgativo.

### Trayectoria literaria
Publicó, y por ello fue conocido inicialmente, libros de poesía, como La Planicie Mojada (1981), Animalaccio (1986), Aura Amara (1989), Poemas Largos (1990), Universal Ilógico (1994), Oír no es ver (1994). Además destacó Performance (2000), que es una antología crítica de sus poemas con otros escritos, elaborada por Adrián Cangi. Junto con José Kozer y Jacobo Sefamí, elaboró la muestra de poesía neobarroca en América Latina, incluyendo la brasileña, con el título Medusario, 1996. En 2012 seleccionó una nueva muestra, esta vez de poetas del cono sur (Argentina, Chile, Uruguay y también Brasil) que se publicó bajo el nombre "Indios del Espíritu".
Echavarren también publicó las novelas Ave Roc (1994), y El diablo en el pelo (2003) o relatos, como La salud de los enfermos.
Sus libros de ensayo comprenden de entrada dos estudios notables sobre escritores rioplatenses: El espacio de la verdad: Felisberto Hernández, 1981; Montaje y alteridad del sujeto: Manuel Puig, 1986. Además llevó a cabo una interpretación literaria más general con Margen de ficción: poéticas de la narrativa hispanoamericana, 1992. Luego, publicó Arte andrógino: estilo versus moda, 1998, con gran éxito y varias ediciones. Recientemente, ha escrito Fuera de género: criaturas de la invención erótica, 2007.

## Obra
- La Planicie Mojada, 1981; poemas
- El espacio de la verdad: Felisberto Hernández, Buenos Aires, Sudamericana, 1981; ensayo
- Animalaccio, 1986; poemas
- Montaje y alteridad del sujeto: Manuel Puig, Santiago de Chile, Maitén, 1986; ensayo
- Aura Amara, 1989; poemas
- Poemas Largos, 1990
- Universal Ilógico, 1994
- Oír no es ver, 1994; poemas
- Ave Roc, Montevideo, Graffiti, 1994; novela
- Arte andrógino: estilo versus moda, 1998 (aumentado en Montevideo, Brecha, 2008); ensayo
- Performance, Buenos Aires, Eudeba, 2000
- Margen de ficción: poéticas de la narrativa hispanoamericana, México, Joaquín Mortiz, 1992
- El diablo en el pelo, Montevideo, Ediciones Trilce, 2003
- Casino Atlántico, Montevideo, Artefato, 2004; poemas
- Centralasia, Buenos Aires, Tse-tse, 2005; poemas.
- Andrógino Onetti, 2007.
- Fuera de género: criaturas de la invención erótica, Buenos Aires, Losada, 2007
- El expreso entre el sueño y la vigilia, Montevideo, Premio Fundación Nancy Bacelo, 2009
- Ruido de fondo, Santiago de Chile, Cuarto Propio, 2009
- Yo era una brasa, Montevideo, HUM, 2009
- La salud de los enfermos, Montevideo, HUM, 2010; relatos.
- Porno y postporno, Montevideo, HUM, 2011; ensayo (en colaboración con Ercole Lissardi y Amir Hamed)
- Las noches rusas. Materia y memoria,[5][6] La Flauta Mágica, 2011; ISBN 9789974983786
- Archipiélago, Literatura Random House. Montevideo, 2017.